# Bad Wildungen
Bad Wildungen  est une municipalité allemande située dans l'arrondissement de Waldeck-Frankenberg et dans le land de la Hesse. Cette station thermale se trouve à 11 km à l'ouest de Fritzlar et à 35 km au sud-ouest de Cassel.

## Histoire
| Appartenances historiques Comté de Waldeck 1247–1397 Comté de Waldeck-Waldeck 1397–1486 Comté de Waldeck-Wildungen 1486–1598 Comté de Waldeck-Eisenberg 1598–1607 Comté de Waldeck-Wildungen 1607–1692 Comté de Waldeck 1692–1712 Principauté de Waldeck-Pyrmont 1712–1918 République de Weimar 1918–1933 Reich allemand 1933–1945 Allemagne occupée 1945–1949 Allemagne 1949–présent |